# Agaricus moelleri
Agaricus moelleri Wasser, 1976 è un fungo appartenente alla famiglia Agaricaceae.

## Descrizione

### Cappello
A. moelleri è costituito da un cappello di 8–12 cm, non molto carnoso e dalla forma inizialmente emisferica, a volte trapezoidale, che si conclude assottigliandosi. 

Il cappello è ricoperto da una cuticola color fuliggine, caratterizzata da piccole squame su fondo biancastro, più scura e compatta al centro.
Le lamelle sono fitte e sfumano dal bianco iniziale, al rosa e infine al nero.

### Gambo
Il gambo è lungo 6–12 cm, di diametro non superiore ai 2 cm. È di forma slanciata, curva, cilindrica, con base bulbosa. La parte interna è inizialmente midollosa, poi diventa cava. Esternamente il gambo è liscio e di colore bianco, che si tinge di giallo alla pressione. 

L'anello è discendente, bianco e imbrunente al tocco.

### Carne
Si presenta bianca, virante al giallo intenso, in particolare alla base del gambo. L'Agaricus ha il caratteristico odore di fenolo (inchiostro). Reazione di Shaeffer negativa.

## Habitat
Cresce sia sotto le conifere che sotto latifoglie, in parchi e boschetti umidi, dall'estate all'autunno.

## Commistibilità e tossicità
È velenoso, provoca sindrome gastroenterica come l'affine Agaricus xanthodermus.

## Sinonimi
Sono stati riportati i seguenti sinonimi; va tuttavia segnalato che alcuni Autori considerano valida la combinazione A. placomyces, mentre altri considerano A. praeclaresquamosus una specie distinta.
- Agaricus meleagris (Jul. Schäff.) Imbach, Mitt. naturf. Ges. Luzern 15: 68 (1946)
- Agaricus meleagris var. obscuratus (Maire) Heinem., Bull. trimest. Soc. mycol. Fr. 81(3): 397 (1965)
- Agaricus meleagris var. terricolor F.H. Møller, Friesia 4(3): 208 (1952)
- Agaricus moelleri var. moelleri Wasser, Nov. sist. Niz. Rast. 13: 77 (1976)
- Agaricus moelleri var. terricolor (F.H. Møller) P. Roux & Guy García, in Roux, Mille et Un Champignons: 13 (2006)
- Agaricus placomyces sensu auct. mult.; fide Checklist of Basidiomycota of Great Britain and Ireland (2005)
- Agaricus placomyces var. meleagris (Jul. Schäff.) R. Pascual, Bolets de Catalunya (Barcelona) 6: no. 251 (1987)
- Agaricus placomyces var. meleagris (Jul. Schäff.) M.M. Moser, in Gams, Kl. Krypt.-Fl., Edn 3 (Stuttgart) 2b/2: 193 (1967)
- Agaricus praeclaresquamosus A.E. Freeman, Mycotaxon 8(1): 90 (1979)
- Agaricus praeclaresquamosus var. macrosporus Aparici & Mahiques, Butlletí, Societat Micològica Valenciana 2: 28 (1996)
- Agaricus praeclaresquamosus var. obscuratus (Maire) Quadr. & Lunghini, Quad. Accad. Naz. Lincei 264: 103 (1990)
- Agaricus praeclaresquamosus var. praeclaresquamosus A.E. Freeman, Mycotaxon 8(1): 90 (1979)
- Agaricus praeclaresquamosus var. terricolor (F.H. Møller) Bon & Cappelli, Docums Mycol. 13(no. 52): 16 (1983)
- Agaricus xanthodermus var. obscuratus Maire, Bull. Soc. mycol. Fr. 26(2): 192 (1911)
- Psalliota meleagris Jul. Schäff., Z. Pilzk. 4(2): 28 (1925)
- Psalliota meleagris var. meleagris Jul. Schäff., Z. Pilzk. 4(2): 28 (1925)
- Psalliota meleagris var. obscurata (Maire) F.H. Møller, Friesia 4(3): 173 (1952)
- Psalliota meleagris var. terricolor F.H. Møller, Friesia 4(3): 208 (1952)
- Psalliota xanthoderma var. obscurata (Maire) A. Pearson